# Economia da Rússia
A Economia da Rússia possui importantes recursos naturais e humanos, que constituem forte potencial de desenvolvimento econômico.
A Rússia tem uma economia de renda média-alta mista e de transição, com participação estatal em áreas consideradas estratégicas. As reformas de mercado na década de 1990 privatizaram grande parte da indústria e da agricultura, com notáveis exceções nos setores relacionados à energia e à defesa.
A vasta geografia da Rússia é um importante determinante de sua atividade econômica, com algumas fontes estimando que a Rússia detém mais de 30% dos recursos naturais do mundo, com abundância de petróleo (segundo maior exportador do mundo), gás natural (com as maiores reservas e a maior exportação do mundo) e metais preciosos. O Banco Mundial estima o valor total dos recursos naturais da Rússia em US$ 75 trilhões de dólares. A Rússia depende de receitas de energia para impulsionar a maior parte do seu crescimento. A partir de 2012, o setor de petróleo e gás representou 16% do PIB, 52% da receita do orçamento federal e mais de 70% do total das exportações. A partir de 2019, a exportação de recursos naturais representou 60% do PIB do país.
A Rússia possui uma grande e sofisticada indústria de armas, capaz de projetar e fabricar equipamentos militares de alta tecnologia, incluindo um jato de combate de quinta geração, submarinos nucleares, armas de fogo e mísseis balísticos de curto e longo alcance. O valor das exportações de armas russas totalizaram US$ 15,7 bilhões em 2013, atrás apenas dos EUA. As principais exportações militares da Rússia incluem aviões de combate, sistemas de defesa aérea, navios e submarinos.
Quase duas décadas após o colapso da União Soviética, em 1991, a Rússia continua a tentar estabelecer uma economia de mercado moderna e de fato tem conseguido altas taxas de crescimento econômico. Ao longo da década de 2000, a economia russa registrou taxas de crescimento acima de 7% em 2000 (10%), 2001, 2002, 2003, 2004 e 2007 (8,1%). Em 2005 teve alta de 6,4 e, em 2006, de 6,8%. Em 2008, a Rússia cresceu 6%  e foi a 9ª economia do mundo. No entanto, diante da Grande Recessão e a queda dos preços do petróleo, as perspectivas para 2009 são mais sombrias. Em dezembro de 2008, a ministra da Economia, Elvira Nabiullina, previu 2,4% de crescimento do PIB para 2009, o índice mais baixo desde 1998 - o fatídico ano da moratória russa.
A Rússia integra a área da APEC (Asia-Pacific Economic Cooperation), um bloco económico que tem por objetivo transformar o Pacífico numa área de livre comércio e que engloba economias asiáticas, americanas e da Oceania.
Além da APEC, a Rússia também faz parte do Bloco econômico BRICS, que contem os países: Brasil, Rússia, Índia, China e recentemente entrou, a África do Sul.
Apesar do forte crescimento económico na década de 2000, a economia russa entrou em recessão ao fim de 2014, intensificando-se em 2015. Vários fatores contribuíram para esta nova crise, incluindo a queda nos preços do petróleo no mercado mundial, as sanções económicas impostas pelos países da Europa Ocidental, EUA e aliados como resposta a intervenção militar da Rússia na Ucrânia e a subsequente evasão de divisas.
O desenvolvimento econômico do país tem sido desigual geograficamente, sendo a região de Moscou a que mais contribui para o PIB do país. Houve um aumento substancial na desigualdade de riqueza na Rússia desde 1990 (maior do que a China e outros países do Leste Europeu). Um estudo estima que "a riqueza mantida fora do país por russos é cerca de três vezes maior do que as reservas externas líquidas oficiais, sendo comparável ao total dos ativos financeiros das famílias na Rússia".
Após a invasão russa da Ucrânia em 2022, o país está sob fortes sanções econômicas internacionais, principalmente das nações ocidentais, e boicotes de empresas estrangeiras, no que foi descrito como uma "guerra econômica e financeira total" para isolar a economia russa do sistema financeiro global. O Banco Europeu para a Reconstrução e o Desenvolvimento estimou que o impacto das sanções levaria ao "maior choque de oferta desde pelo menos o início dos anos 1970". Algumas estimativas sugerem que as sanções custarão à economia russa pelo menos trinta anos de desenvolvimento e reduzirão os padrões de vida do país nos próximos cinco anos.

## História Econômica

### Economia Soviética
A economia da União Soviética foi marcada por um alto grau de centralização. A partir de 1928, o governo conduziu a política econômica através de uma série de planos quinquenais. Até a década de 1950, a União Soviética desenvolveu-se rapidamente, passando de uma sociedade principalmente agrária para uma grande potência industrial. Na década de 1970, a União Soviética entrou na Era da Estagnação, com um choque entre as demandas complexas da economia moderna e a administração inflexível dos planejadores centrais de Moscou, que possuíam um alto volume de competências e poderes de decisão extensos. Segundo algumas interpretações, a burocracia impediu a livre comunicação e a flexibilidade nas respostas exigidas no nível da empresa para lidar com diversos fatores, como relação com trabalhadores, inovação, clientes e fornecedores. De 1975 a 1985, a manipulação de dados tornou-se prática comum para relatar a satisfação das metas econômicas, fortalecendo assim a crise. De 1986 em diante, Mikhail Gorbachev implementou uma série de reformas, em direção a socialismo de mercado. As políticas de Gorbachev, conhecidas como Perestroika, não resolveu os problemas fundamentais da economia soviética e desencadearam um processo de desintegração política e econômica, culminando com a dissolução da União Soviética em 1991.

### Transição para uma economia de mercado (1991-98)
Após o colapso da União Soviética, a Rússia passou por uma transformação radical, passando de uma economia centralmente planejada para uma economia de mercado globalmente integrada. A privatização de grandes empresas estatais manteve o capital altamente concentrado, o que leva a alguns especialistas a classificarem que tal processo foi conduzido por "oligarcas" através de laços políticos. Denuncia-se também que houve uma grande fuga de capitais do país, através de manipulações financeiras realizadas pelo governo.
O programa de reformas orientadas para o mercado promovido por Yeltsin passou a ser conhecido como uma "terapia de choque", sendo baseado nas políticas associadas ao Consenso de Washington, recomendações do FMI e um grupo de economistas americanos, incluindo Larry Summers. Tais reformas não responderam no curto prazo, com o PIB real caindo em mais de 40% em 1999 e um processo de hiperinflação, acompanhados por uma queda no padrão de vida, aumento da desigualdade econômica e da pobreza, aumento dos índices de  mortalidade e criminalidade e um declínio na expectativa de vida.
Dificuldades relacionadas às receitas públicas em meio a uma economia em recessão e a dependência em empréstimos de curto prazo para financiar os déficits orçamentários levaram à Crise financeira russa de 1998. Na década de 1990, a Rússia era "o maior tomador de empréstimos" do Fundo Monetário Internacional, num total de US$ 20 bilhões. O FMI foi alvo de críticas por direcionar uma grande quantidade de recursos mesmo com a Rússia realizando pouco das reformas prometidas.

### Recuperação e crescimento (1998-2008)
A Rússia se recuperou da crise financeira de agosto de 1998 rapidamente, grande parte em razão da desvalorização do rublo, tornando os produtores domésticos mais competitivos nacional e internacionalmente. Entre 2000 e 2002, houve uma quantidade significativa de reformas econômicas pró-crescimento, incluindo uma reforma tributária abrangente, que introduziu um imposto de renda fixo de 13%; e um amplo esforço de desregulamentação que melhorou a situação das pequenas e médias empresas.
Entre 2000 e 2008, a economia russa obteve um grande impulso com o aumento dos preços das commodities. O PIB cresceu em média 7% ao ano. O volume de crédito ao consumidor entre 2000 e 2006 aumentou 45 vezes, alimentando um boom no consumo privado. O número de pessoas vivendo abaixo da linha de pobreza caiu de 30% em 2000 para 14% em 2008.
A inflação continuou num patamar considerável, na medida em que o Banco Central da Rússia expandiu agressivamente a oferta de moeda para combater a valorização do rublo. No entanto, em 2007, o Banco Mundial declarava que a economia russa alcançara "uma estabilidade macroeconômica sem precedentes". Até outubro de 2007, a Rússia manteve uma disciplina fiscal com excedentes orçamentários todos os anos a partir de 2000.
Entre 2000 e 2012, as exportações de recursos energéticos da Rússia alimentaram um rápido crescimento nos padrões de vida, com a renda disponível real aumentando em 160%. Em termos denominados em dólar, isso representou um aumento de mais de sete vezes nos rendimentos disponíveis desde 2000. No mesmo período, o desemprego e a pobreza diminuíram mais de metade e a satisfação de vida auto-avaliada pelos russos também aumentou significativamente Este crescimento foi um resultado combinado do boom das commodities dos anos 2000, dos altos preços do petróleo, bem como das políticas econômicas e fiscais expansionistas. No entanto, esses ganhos foram distribuídos de forma desigual, uma vez que os 110 indivíduos mais ricos são, segundo relatório do Credit Suisse, detentores de 35% de todos os ativos financeiros detidos por famílias russas. A Rússia também tem o segundo maior volume de saída de dinheiro ilícito, tendo perdido mais de US$ 880 bilhões entre 2002 e 2011 dessa forma.

### Rússia durante a Crise Global (2009-2014)
Os bancos russos foram atingidos pela Grande Recessão, embora nenhum dano de longo prazo tenha sido causado ao setor. O governo e o banco central russos apresentaram respostas de estímulo e proteção, que pode ter protegido o sistema bancário. A recessão na Rússia foi seguida por uma forte recuperação iniciada no final de 2009.
Após 16 anos de negociações, a adesão da Rússia à OMC foi aceita em 2011. Em 2013, a Rússia foi rotulada como uma economia de alta renda pelo Banco Mundial.
Os líderes russos passaram a falar repetidamente da necessidade de diversificar a economia, altamente dependente do petróleo e do gás, e promover um setor de alta tecnologia. Em 2012, o petróleo, o gás e os produtos petrolíferos representaram mais de 70% do total das exportações russas. Este modelo econômico pareceu mostrar os seus limites, quando, após anos de forte desempenho, a economia russa cresceu apenas 1,3% em 2013. Várias razões foram propostas para explicar a desaceleração, incluindo a recessão prolongada na UE, que é o maior parceiro comercial da Rússia, os preços estagnados do petróleo, a falta de capacidade industrial de reserva e problemas demográficos. A turbulência política na Ucrânia aumentou a incerteza no país e reprimiu os investimentos.
Segundo pesquisa da Financial Times em 2012, a Rússia era o segundo país com melhor desempenho econômico do G20, após a Arábia Saudita, com base em índices crescimento do PIB, déficit orçamentário, dívida pública; recuperação econômica, desemprego e balanço de pagamentos. Segundo o "Ease of doing business", do Banco Mundial, a Rússia é o 31º país com maior facilidade para realizar negócios no mundo. O país fez melhorias substanciais recentemente em áreas como inovação e liberdade comercial. Desde 2008, Moscou tem sido várias vezes chamada de "capital bilionária do mundo" pela revista Forbes.

### Rússia sob o regime de sanções econômicas (2014-presente)
Após a anexação da Crimeia em março de 2014 e o envolvimento da Rússia no conflito em curso na Ucrânia, os Estados Unidos, a UE (e alguns outros países europeus), o Canadá e o Japão impuseram sanções aos setores financeiro, energético e de defesa da Rússia. Isso levou ao declínio do rublo russo e provocou temores de uma crise financeira na Rússia. A Rússia respondeu com sanções contra vários países, incluindo a proibição total de importações de alimentos da União Européia e dos Estados Unidos por um período de um ano. Estima-se que as sanções ocidentais possam ter reduzido a economia russa em até 6% até 2018.
De acordo com o ministério econômico russo, o crescimento do PIB foi de 0,6% em 2014. A partir do 2º trimestre de 2015, a inflação, comparada ao segundo trimestre de 2014, fora de 8%; a economia entrou em recessão, contraindo 4,6%. As reservas cambiais, normalmente em torno de US $ 500 bilhões, reduziram-se para US$ 360 bilhões no verão de 2015. De acordo com Herman Gref, do Sberbank, a contração da economia russa não era uma crise, mas sim uma nova realidade à qual deveria se adaptar, principalmente devido aos baixos preços do petróleo. Durante o mês de dezembro de 2015, o jornal Moscow Times noticiou que o número de pessoas vivendo abaixo da linha de pobreza, "aqueles com renda mensal inferior a 9.662 rublos (US$ 140)", aumentara em mais de 2,3 milhões de pessoas. A Rússia é classificada como uma das mais desiguais das principais economias do mundo.

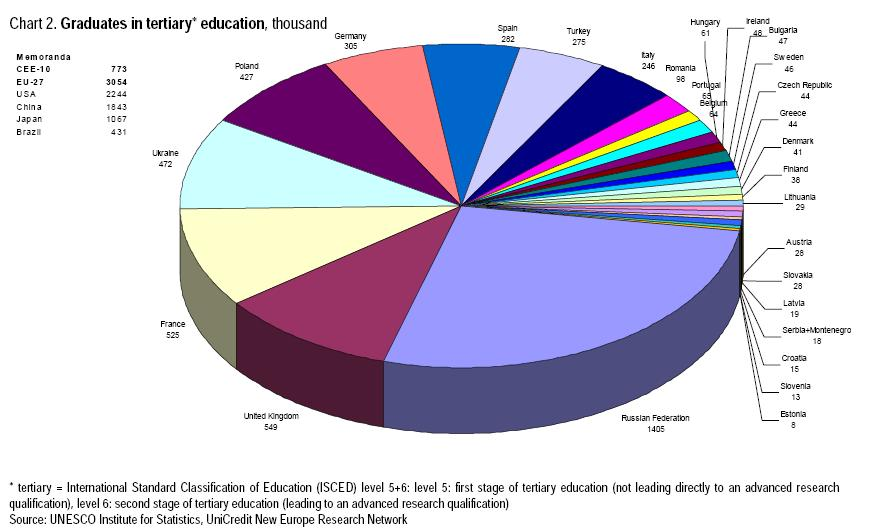
A Rússia possui mais graduados acadêmicos do que qualquer outro país da Europa

Durante 2014-2015, um quarto dos bancos na Rússia deixou o mercado e as despesas do fundo de garantia bancária russo atingiram 1 trilhão de rublos, atingindo 1,9 trilhão de rublos se forem considerados outros fundos governamentais para a recapitalização dos bancos.
No final de 2016, os Estados Unidos impuseram mais sanções à Federação Russa em resposta à alegação do governo dos EUA de que a Rússia tivesse interferido nas eleições de 2016.
Em 2016, a economia russa era a sexta maior do mundo em PPP. Em 2016, a economia russa se recuperou com um crescimento de 0,3% do PIB e está oficialmente fora da recessão. O crescimento continuou em 2017, com um aumento de 1,5%.
Em janeiro de 2016, a empresa norte-americana Bloomberg classificou a economia da Rússia como a 12ª mais inovadora do mundo. A Rússia tem a 15ª maior taxa de pedidos de patentes do mundo, a 8ª maior concentração de empresas públicas de alta tecnologia, como nos setores de internet e aeroespacial, e a terceira maior taxa de graduação de cientistas e engenheiros. O ex-ministro das Finanças, Alexei Kudrin, defende que a Rússia precisa reduzir as tensões geopolíticas para melhorar suas condições econômicas.
Em maio de 2016, os salários mensais nominais médios caíram abaixo de US$ 450 por mês, e o imposto sobre a renda dos indivíduos é pago a uma taxa de 13% na maioria dos casos. Aproximadamente 19,2 milhões de russos viviam abaixo da linha de pobreza nacional em 2016, significativamente acima dos 16,1 milhões em 2015.
Uma pesquisa concluída em 2018 entre 1400 gerentes de empresas russas fora do setor de hidrocarbonetos demonstrou um alto nível de pessimismo, com a maioria descrevendo a situação econômica no país como "catastrófica". 73% dos entrevistados em grandes empresas e 77% em médios e pequenos estão lidando com uma "crise", enquanto apenas 4% descreveram a situação como "boa". 50% descreveram problemas com aumento das alíquotas tributárias e 60% descreveram aumento das tarifas de serviços públicos.
Em 2019, o Ministério dos Recursos Naturais e Meio Ambiente da Rússia estimou o valor das exportações de recursos naturais para US$ 844 bilhões, ou 60% do PIB do país.

## Política Econômica

### Moeda e Banco Central
O rublo russo é a unidade monetária da Federação Russa. Também é aceito como moeda de curso legal nos estados parcialmente reconhecidos da Abecásia e Ossétia do Sul e nas não reconhecidas República Popular de Donetsk e na República Popular de Lugansk.

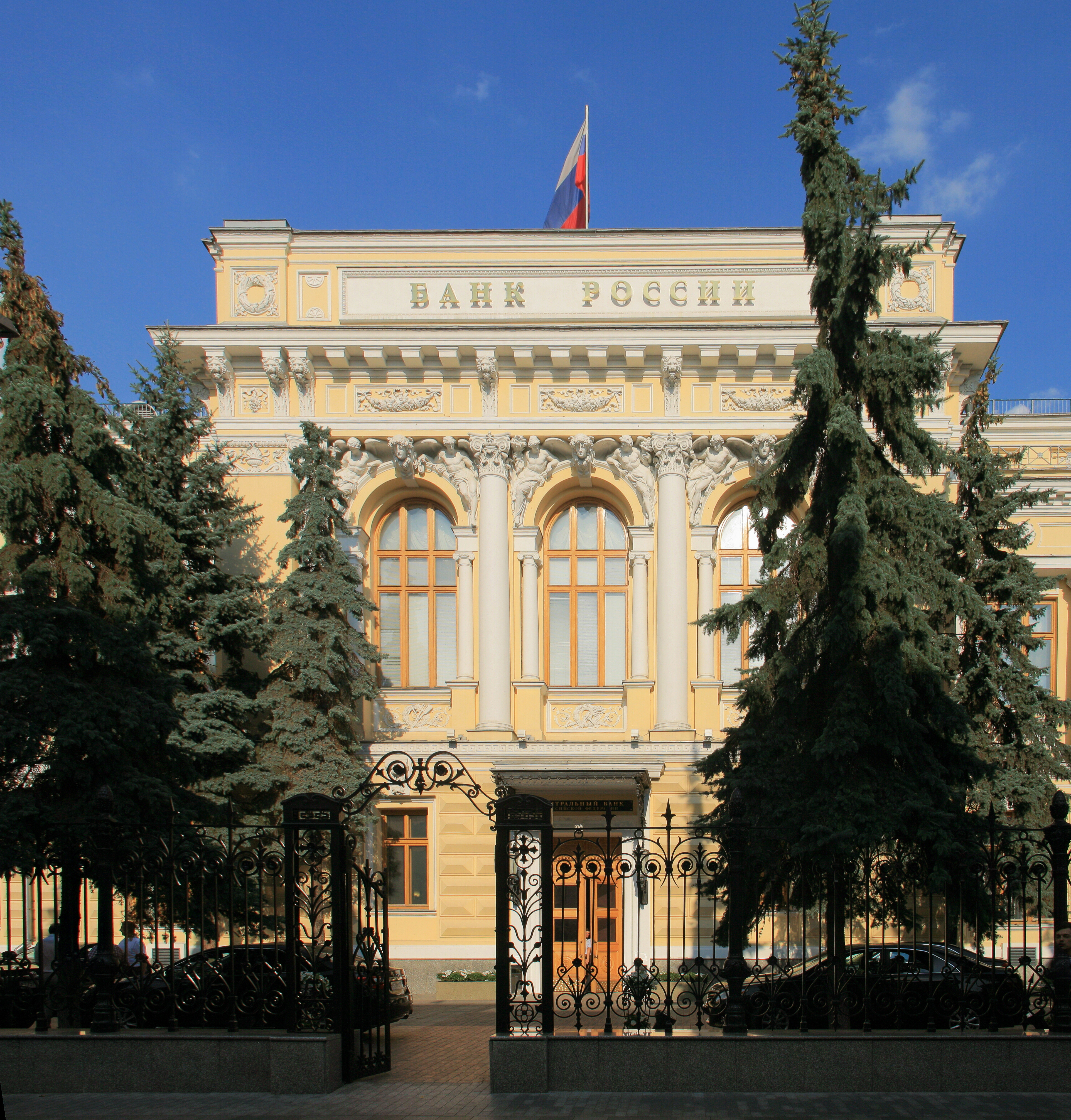
Sede do Banco da Rússia, em Moscou

O sistema monetário russo é administrado pelo Banco da Rússia. Fundado em 13 de julho de 1990 como Banco do Estado da Federação Russa, o Banco da Rússia assumiu as responsabilidades de banco central após o desmembramento da União Soviética em 1991.
De acordo com a Constituição, o Banco da Rússia é uma entidade independente, com a principal responsabilidade de proteger a estabilidade da moeda nacional, o rublo. É também o principal regulador e "emprestador de último recurso" para o setor bancário na Rússia. É governado por um conselho de administração, chefiado por nomeação do presidente da Rússia.
Os grandes superávits em conta corrente causaram uma rápida apreciação real do rublo entre 2000 e 2008. O Banco da Rússia tentou combater essa tendência acumulando reservas em moeda estrangeira. Esta foi uma das principais causas que contribuíram para taxas de inflação relativamente elevadas durante este período. A política do banco central evoluiu após a crise financeira global. Em vez de ter como alvo uma taxa de câmbio fixa em relação a uma cesta em dólar e euro, o Banco da Rússia mudou seu foco para metas de inflação. Em abril de 2012, a inflação russa atingiu um recorde de baixa de 3,6%.
O Banco Central russo planejava liberar o rublo totalmente até 2015. No entanto, o rublo caiu significativamente desde 2013, quando o banco central anunciou os planos. Entre 2013 e 2014, o câmbio USD-RUB caiu de 40,00 rublos russos para 32,19 rublos, representando um declínio de 24,26%. O banco central russo afirmava que os bancos russos eram capazes de resistir a uma desvalorização de até 25%-30% em janeiro de 2014. Durante aquele ano, as, intervenções do Banco Central para conter a queda da moeda custaram cerca de US$ 88 bilhões. Devido à intervenção do banco central e aos preços mais fortes do petróleo, o rublo se recuperou no início de 2015. Em abril de 2015, Ksenia Yudaeva, primeiro vice-presidente do Banco da Rússia Governador, afirmou que ela acreditava que a moeda se estabilizara à taxa de cerca de 50 rublos para um dólar.
Junto com a desvalorização do rublo, a inflação russa aumentou consideravelmente. Em outubro de 2014, a taxa de inflação fora de 8%, embora bem abaixo da taxa de inflação de 2333,30% registrada em 1992. Em novembro de 2017, no entanto, houve uma mudança de cenário e a inflação atingiu seu ponto mais baixo desde a queda de a União Soviética, em 2,5% a.a..

### Política Fiscal
O balanço primário na Rússia teve uma média superavitária de 1,15% em relação ao PIB entre 1994 a 2018, atingindo uma alta de 9,88% do PIB em 2005 e um déficit recorde de -7,90% do PIB em 2009. A proporção de gastos do governo em relação ao PIB entre 2012 a 2017 variou entre 34% e 36%.
De acordo com a lei orçamentária russa de 2018-2020, as receitas orçamentárias em 2018 seriam de 15,258 trilhões de rublos e os gastos chegariam a 16,529 trilhões (cerca de US$ 255 bilhões), resultando num déficit de 1,3% do PIB. Em 2019, as receitas estão previstas para chegar a 15,555 trilhões e os gastos serão de 16,374 trilhões, com um déficit de 0,8% do PIB. Até 2020, as receitas são estimadas em 16,285 trilhões, com gastos de 17.155 trilhões, com um déficit de 0,8% do PIB. A taxa média do imposto de renda gira em torno de 13%.
A Rússia tem uma dívida pública pequena em relação ao PIB (cerca de 17%), sendo uma das menores do mundo, embora tenha aumentado nos últimos anos. A maior parte da dívida externa russa é privada. Como sucessora da URSS, a Federação Russa se tornou responsável pelos débitos externos soviéticos.
Os gastos militares da Rússia em 2017 representaram cerca de 4,26% do PIB, sendo uma das maiores taxas no mundo.

#### Fundo Nacional Soberano
Em 1º de janeiro de 2004, o governo da Rússia estabeleceu um Fundo de Estabilização como parte do orçamento federal para equilibrá-lo se o preço do petróleo viesse a cair. Em 1 de fevereiro de 2008, o fundo de estabilização foi dividido em duas partes. A primeira parte é um fundo de reserva igual a 10% do PIB, e deveria ser investido de maneira semelhante ao Fundo de Estabilização. A segunda parte é o Fundo Nacional para a Prosperidade da Federação Russa, devendo ser investido em instrumentos mais arriscados, incluindo ações de empresas estrangeiras.

### Protecionismo
A Rússia utiliza instrumentos protecionistas, como subsídios e resgate de empresas. De acordo com o Global Trade Alert, a Rússia o estratégico bloco comercial russo formado pela Rússia, Bielorrússia e Cazaquistão foi responsável por uma parcela significativa do protecionismo mundial durante 2013. O comércio internacional respondeu por 46.73% do PIB russo em 2017.

### Corrupção
A população russa tem uma percepção sobre o grau de corrupção alta. De acordo com o Índice de Percepção de Corrupção de 2018, a Rússia era o 138º no ranking de 180 países.

## Comércio exterior
Em 2020, o país foi o 14º maior exportador do mundo (US $ 422,7 milhões em mercadorias, 2,3% do total mundial). Na soma de bens e serviços exportados, chega a US $ 546,3 bilhões e fica em 12º lugar mundial. Já nas importações, em 2019, foi o 20º maior importador do mundo: US $ 243,7 bilhões.

## Setores

### Setor primário

#### Agricultura
A Rússia compreende cerca de três quartos do território da antiga União Soviética. Após o colapso da União Soviética em 1991 e após quase 10 anos de declínio, a agricultura russa começou a mostrar sinais de melhora devido à modernização organizacional e tecnológica. As áreas do norte concentram-se principalmente no gado, e as partes do sul e a Sibéria Ocidental produzem grãos. A reestruturação das antigas fazendas estatais tem sido um processo extremamente lento. O novo código de terra passado pela Duma em 2002 deve acelerar a reestruturação e atrair novos investimentos domésticos para a agricultura russa. As fazendas privadas e hortas individuais respondem por mais da metade de toda a produção agrícola. Em 2016, a agricultura ultrapassou a indústria de armas como o segundo setor de maior exportação da Rússia, depois do petróleo e gás.
Em 2018, a Rússia:
- Foi o 3º maior produtor mundial de trigo (72,1 milhões de toneladas), perdendo somente para a China e Índia;
- Foi o maior produtor mundial de beterraba (42 milhões de toneladas), que serve para produzir açúcar e etanol;
- Foi o 4º maior produtor mundial de batata (22,3 milhões de toneladas), perdendo somente para a China, Índia e Ucrânia;
- Foi o maior produtor mundial de cevada (17 milhões de toneladas);
- Foi o 2º maior produtor mundial de girassol (12,7 milhões de toneladas), perdendo somente para a Ucrânia;
- Foi o 13º maior produtor mundial de milho (11,4 milhões de toneladas);
- Foi o maior produtor mundial de aveia (4,7 milhões de toneladas);
- Foi o 12º maior produtor mundial de tomate (2,9 milhões de toneladas);
- Foi o 4º maior produtor mundial de repolho (2,5 milhões de toneladas), perdendo somente para a China, Índia e Coréia do Sul;
- Foi o 2º maior produtor mundial de ervilha seca (2,3 milhões de toneladas), perdendo somente para o Canadá;
- Foi o 3º maior produtor mundial de centeio (1,9 milhões de toneladas), perdendo somente para Alemanha e Polônia;
- Foi o 10º maior produtor mundial de colza (1,9 milhões de toneladas);
- Foi o 8º maior produtor mundial de maçã (1,8 milhões de toneladas);
- Foi o 4º maior produtor mundial de pepino (1,6 milhões de toneladas), perdendo somente para a China, Irã e Turquia;
- Foi o 9º maior produtor mundial de cebola (1,6 milhões de toneladas);
- Foi o 4º maior produtor mundial de cenoura (1,4 milhões de toneladas), perdendo somente para a China, Uzbequistão e EUA;
- Foi o 3º maior produtor mundial de abóbora (1,1 milhões de toneladas), perdendo somente para a China e Índia;
- Foi o 2º maior produtor mundial de trigo-sarraceno (931 mil toneladas), perdendo somente para a China;
- Foi o 3º maior produtor mundial de linho (557 mil toneladas), perdendo somente para Cazaquistão e Canadá;
- Foi o 4º maior produtor mundial de grão de bico (620 mil toneladas), perdendo somente para Índia, Austrália e Turquia;
- Foi o maior produtor mundial de groselha (398 mil toneladas);
- Foi o 4º maior produtor mundial de cereja (268 mil toneladas);
- Foi o 8º maior produtor mundial de lentilha (194 mil toneladas);
- Produziu 4 milhões de toneladas de soja;
- Produziu 1,9 milhão de toneladas de melancia;
- Produziu 1 milhão de toneladas de arroz;
- Produziu 627 mil toneladas de uva;

Além de produções menores de outros produtos agrícolas.

#### Pecuária
Na pecuária, a Rússia foi, em 2018, o 4º maior produtor mundial de carne de frango, com uma produção de 4,5 milhões de toneladas; o 7º maior produtor mundial de carne suína, com uma produção de 3,7 milhões de toneladas; o 7º maior produtor mundial de carne bovina, com uma produção de 1,6 milhões de toneladas; o 6º maior produtor mundial de leite de vaca, com uma produção de 30,3 bilhões de litros; o 8º maior produtor mundial de mel, com uma produção de 65 mil toneladas, entre outros. O país é o 7º maior produtor mundial de lã.

#### Silvicultura
A Rússia tem mais de um quinto das florestas do mundo, o que faz com que seja o maior país florestal do mundo. No entanto, de acordo com um estudo de 2012 da Organização das Nações Unidas para Agricultura e Alimentação e o governo da Federação Russa, o considerável potencial das florestas russas é subutilizado e a participação da Rússia no comércio global de produtos florestais é inferior a 4%.

### Setor Secundário (Indústria)
O Banco Mundial lista os principais países produtores a cada ano, com base no valor total da produção. Pela lista de 2019, a Rússia tinha a 10ª indústria mais valiosa do mundo (US $ 222,5 bilhões).
Em 2019, a Rússia era a 13ª maior produtora de veículos do mundo (1,7 milhões) e a 5ª maior produtora de aço (71,6 milhões de toneladas). O país também é o 2º maior produtor do mundo de óleo de girassol, o 8º maior produtor do mundo de óleo de soja, o 6º maior produtor do mundo de cerveja (à base de cevada). e o 5º maior produtor do mundo de manteiga.

#### Defesa

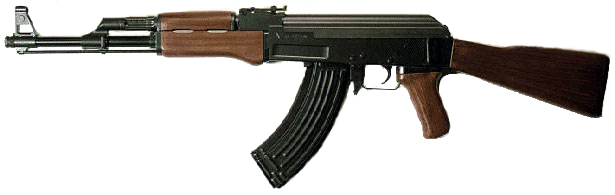
O fuzil mundialmente conhecido AK-47 é fabricado pela empresa Kalashnikov, a principal no ramo de armas leve da indústria russa.

A indústria de defesa da Rússia emprega de 2,5 a 3 milhões de pessoas, representando 20% de todos os empregos industriais. A Rússia é o segundo maior exportador de armas convencionais do mundo, atrás apenas dos Estados Unidos. A maior fabricante de armas de fogo do país, a Kalashnikov Concern, produz cerca de 95% de todas as armas pequenas na Rússia e fornece suprimentos para mais de 27 países em todo o mundo. Os tipos mais populares de produtos comprados da Rússia são os caças Sukhoi e MiG, sistemas de defesa aérea, helicópteros, tanques, veículos blindados e veículos de combate de infantaria. A organização de pesquisa Centro de Análise de Estratégias e Tecnologias classificou a produtora de sistemas de defesa aérea Almaz-Antey como a empresa de maior sucesso da indústria em 2007, seguida pela fabricante de aviões Sukhoi. A receita da Almaz-Antey naquele ano foi de US$ 3,122 bilhões, e tinha uma força de trabalho de 81.857 pessoas.

#### Aeroespacial
A fabricação de aeronaves é um importante setor industrial na Rússia, empregando cerca de 355.300 pessoas. A indústria aeronáutica russa oferece um portfólio de aviões militares internacionalmente competitivos, como o MiG-29 e o Su-30, enquanto novos projetos como o Sukhoi Superjet 100 esperam reavivar as fortunas do segmento de aeronaves civis. Em 2009, empresas pertencentes à United Aircraft Corporation entregaram 95 novas aeronaves de asa fixa a seus clientes, incluindo 15 modelos civis. Além disso, a indústria produziu mais de 141 helicópteros. É um dos setores de alta tecnologia mais intensivos em ciência e emprega o maior número de pessoal qualificado. A produção e o valor da indústria de aeronaves militares ultrapassam largamente outros setores da indústria de defesa e os produtos aeronáuticos representam mais de metade das exportações de armas do país.
A indústria espacial da Rússia consiste em mais de 100 empresas e emprega 250.000 pessoas. [156] A maior empresa do setor é a RKK Energia, principal empreiteira de voos espaciais tripulados. Os principais produtores de veículos de lançamento são Khrunichev e TsSKB Progress. A maior desenvolvedora de satélites é a Reshetnev Information Satellite Systems, enquanto a NPO Lavochkin é a principal desenvolvedora de sondas interplanetárias.

#### Automotiva
A produção de automóveis é um setor significativo na Rússia, empregando diretamente cerca de 600.000 pessoas ou 0,7% da força de trabalho total do país. Além disso, o setor apóia cerca de 2 a 3 milhões de pessoas em setores relacionados. A Rússia foi o 15º maior produtor mundial de automóveis em 2010 e representa cerca de 7% da produção mundial. Em 2009, a indústria produziu 595.807 veículos leves, ante 1.469.898 em 2008, devido à crise financeira global. As maiores empresas são as produtoras de veículos leves AvtoVAZ e GAZ, enquanto a KAMAZ é a principal produtora de veículos pesados.

#### Energia
Nas energias não-renováveis, em 2020, o país era o 2º maior produtor de petróleo do mundo, extraindo 9,8 milhões de barris/dia. Em 2019, o país consumia 3,3 milhões de barris/dia (6º maior consumidor do mundo). O país foi o 2º maior exportador de petróleo do mundo em 2018 (5,2 milhões de barris/dia). Em 2015, a Rússia era o 2º maior produtor mundial de gás natural, 598,6 bilhões de m³ ao ano. Em 2019 o país era o 2º maior consumidor de gás (444,3 bilhões de m³ ao ano) e era o maior exportador de gás do mundo em 2015: 197,7 bilhões de m³ ao ano. Os países da União Européia são os maiores compradores do petróleo e do gás russos. Na produção de carvão, o país foi o 6º maior do mundo em 2018: 411,2 milhões de toneladas. A Rússia é o 3º maior exportador de carvão do mundo (210 milhões de toneladas em 2018)  A Rússia também é o 4º país que mais possui usinas atômicas em seu território: em 2019 haviam 38 usinas, com uma potência instalada de 28,4 GW.
Nas energias renováveis, em 2020, a Rússia era o 37º maior produtor de energia eólica do mundo, com 0,1 GW de potência instalada, e o 34º maior produtor de energia solar do mundo, com 1,4 GW de potência instalada. Devido ao fato do país ser grande exportador de energia, não tem a necessidade de investir em energia eólica e solar, além do fato de que a Rússia, por estar perto dos pólos da Terra, tem baixíssima irradiação solar. Em 2014 era o 5º maior produtor de energia hidroelétrica do mundo (atrás da China, do Brasil, do Canadá e dos EUA) com uma potência instalada de 51 GW.
Os Montes Urais, repletos de minerais, e a vasta reserva de combustível fóssil (petróleo, gás e carvão) tornam a Rússia rica em recursos naturais, que dominam as exportações russas. As exportações de petróleo e gás, especificamente, continuam a ser a principal fonte de divisas do país.

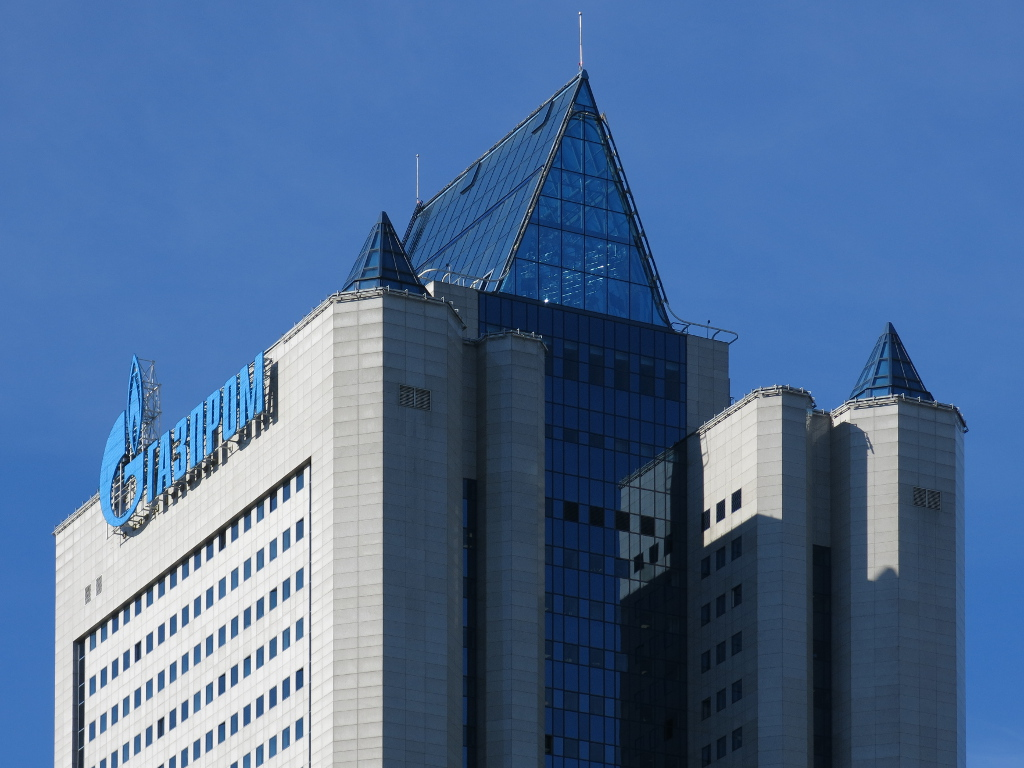
Sede da Gazprom em Moscou. A empresa estatal é a principal produtora de gás natural do mundo.

A Rússia possui as maiores reservas e é o maior exportador de gás natural do mundo, possui a segunda maior reserva de carvão e a oitava maior reserva de petróleo, sendo o segundo maior exportador de petróleo do mundo. A produção de petróleo per capita na Rússia, porém, não é tão alta. A partir de 2007, a Rússia estava produzindo 69.603 bbl / dia para 1.000 pessoas, muito menos que o Canadá (102.575 bbl / dia), Arábia Saudita (371.363 bbl / dia) ou Noruega (554.244 bbl / dia), mas mais do que o dobro EUA (28.083 bbl / dia) ou no Reino Unido (27.803 bbl / dia).
Os principais produtores de gás natural na Rússia são as empresas de gás Gazprom, Novatek, Itera, Northgas e Rospan, e as empresas de petróleo e gás verticalmente integradas Surgutneftegaz, TNK-BP, Rosneft e LUKOIL. Algumas dessas empresas contam com um alto grau de participação do Estado e a Gazprom detém o monopólio de gasodutos e tem o direito exclusivo de exportar gás natural, além de deter o controle dos gasodutos da Ásia Central. O comércio internacional de gás tem um valor geopolítico bastante relevante para a Rússia, sobretudo em relação à Europa, para quem o gás russo representa cerca de 39% das importações do produto.

#### Mineração
A Rússia é um dos maiores produtores minerais do mundo. Em 2019, o país era o 3º produtor mundial de ouro; 2º produtor mundial de platina; 4º produtor mundial de prata; 9º maior produtor mundial de cobre; 3º maior produtor mundial de níquel; 6º maior produtor mundial de chumbo; 9º maior produtor mundial de bauxita; 10º maior produtor mundial de zinco; 2º produtor mundial de vanádio; 2º maior produtor mundial de cobalto; 5º maior produtor mundial de minério de ferro; 7º maior produtor mundial de boro; 9º maior produtor mundial de molibdênio; 13º maior produtor mundial de estanho; 3º maior produtor mundial de enxofre; 4º maior produtor mundial de fosfato; 8º maior produtor mundial de gipsita; além de ser o 10º maior produtor mundial de sal. Era o 6º maior produtor do mundo de urânio em 2018.
A Rússia também é um dos principais exportadores de minerais. O país é o maior produtor de diamantes do mundo, tendo produzido aproximadamente 33 milhões de quilates em 2013, ou 25% da produção global, num valor de mais de US$ 3,4 bilhões, sendo a estatal ALROSA responsável por aproximadamente 95% de toda a produção russa.
Esperando que a área se torne mais acessível à medida que a mudança climática derrete o gelo ártico, e acreditando que a área contém grandes reservas inexploradas de petróleo e gás natural, exploradores russos em 2 de agosto de 2007 submergiram a bandeira russa no fundo do mar Ártico, reivindicando fontes energéticas até o Pólo Norte. A reação ao evento foi mista: o presidente Vladimir Putin parabenizou os exploradores pelo "excelente projeto científico", enquanto autoridades canadenses declararam que a expedição foi apenas um show público.
Sob a Lei Federal "Sobre o Desenvolvimento da Plataforma Continental", o governo russo tem a competência de aprovar a exploração de tais recursos sem a exigência de leilões, de acordo com propostas da agência federal que administra o fundo estatal de recursos minerais, ou seus escritórios territoriais.

### Setor Terceário (Serviços)

#### Varejo
Em 2013, os russos gastaram 60% de sua renda andes do desconto do imposto de renda, a maior porcentagem na Europa. Isso foi possível porque muitos russos não pagam aluguel ou financiamento de moradia, possuindo sua própria casa após a privatização da moradia estatal soviética. Os shoppings foram populares entre os investidores internacionais e os compradores da classe média emergente. Oitenta e dois shoppings foram construídos perto de grandes cidades.

#### Telecomunicações
O setor de telecomunicações da Rússia está crescendo em tamanho e maturidade. Em dezembro de 2007, havia cerca de 4.900.000 linhas de banda larga na Rússia. A Rússia já alcançou mais de 100% de penetração móvel graças à enorme popularidade das comunicações sem fio entre os russos e ao bom trabalho do governo na promoção de um setor móvel voltado para o mercado baseado em forte concorrência.

#### Transporte

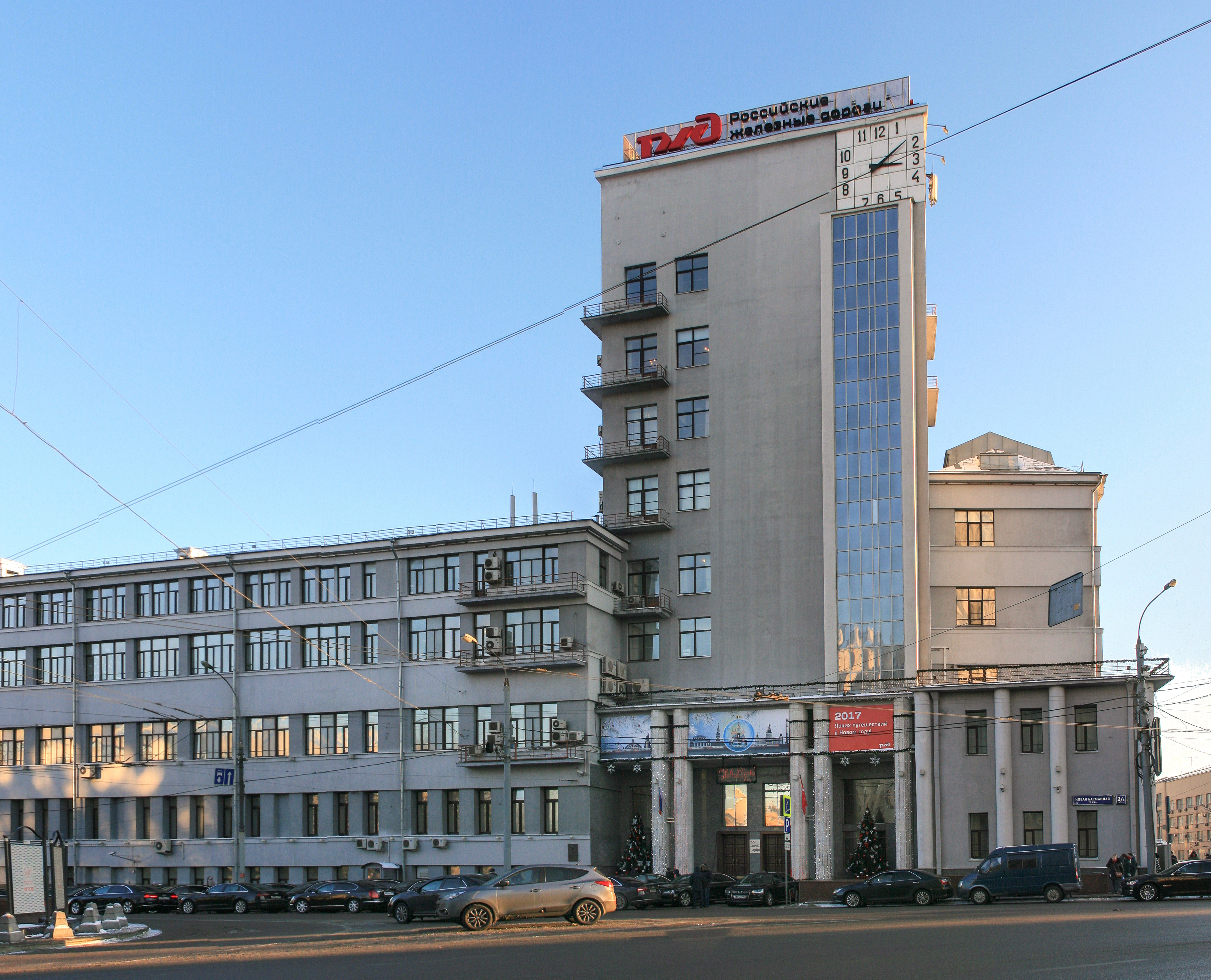
Sede da Ferrovias Russas em Moscou, empresa estatal do setor ferroviário.

As ferrovias russas são responsáveis por 2,5% do PIB da Rússia. A porcentagem de tráfego de carga e passageiros que passa por ferrovia é desconhecida, uma vez que não há estatísticas disponíveis para transporte privado, como automóveis particulares ou caminhões da empresa. Em 2007, cerca de 1,3 bilhão de passageiros e 1,3 bilhão de toneladas de carga passaram pela Russian Railways. Em 2007, a empresa possuía 19.700 locomotivas de passageiros e de mercadorias, 24.200 carros de passeio e 526.900 vagões de carga. Mais 270.000 vagões de carga na Rússia são de propriedade privada. Em 2009, a Rússia possuía 128.000 quilômetros de linhas férreas comuns, das quais cerca da metade era eletrificada e transportava a maior parte do tráfego; mais de 40% era de pista dupla ou maior.

#### Seguros
De acordo com o Banco Central da Rússia, 422 seguradoras operavam no mercado russo de seguros em 2013. A concentração do negócio de seguros é significativa em todos os principais segmentos, exceto o mercado de seguros obrigatórios sobre terceiros no trânsito (CMTPL), com as 10 maiores empresas cobrando 58,1% de prêmios no total sem seguro de saúde obrigatório (CHI). Mercado de seguros da Rússia em 2013 demonstrou taxa bastante significativa de crescimento nas operações. O montante total de prêmios cobrados em 2013 foi de RUB 904,9 bilhões (aumento de 11,8% em relação a 2012), o total de sinistros pagos foi de RUB R$ 420,8 bilhões (aumento de 13,9% em relação a 2012). O pagamento de prêmios em relação ao total do PIB aumentaram de 1,31% para 1,36% em 2013, com a participação dos prêmios nos gastos das famílias aumentando para 1,39%.

#### Tecnologia da Informação
O mercado de TI é um dos setores mais dinâmicos da economia russa. As exportações russas de software aumentaram de apenas US$ 120 milhões em 2000 para US$ 3,3 bilhões em 2010. Desde o ano 2000, o mercado de TI apresentou taxas de crescimento de 30% a 40% ao ano, crescendo 54% em 2006. O maior setor em termos de receita é a integração de sistemas e redes, que responde por 28,3% da receita total do mercado. Enquanto isso, o segmento que mais cresce no mercado de TI é o de offshore software.

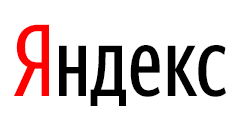
Logo do Yandex, serviço de buscas mais utilizado na Rússia.

Atualmente, a Rússia controla 3% do mercado de desenvolvimento de software offshore e é o terceiro país líder (depois da Índia e da China) entre os exportadores de software. Esse crescimento da terceirização de softwares na Rússia é causado por vários fatores. Um deles é o papel de apoio do governo russo. O governo lançou um programa de promoção da construção de parques tecnológicos orientados a TI (Technoparks) - zonas especiais que dispõem de infra-estrutura e desfrutam de um regime tributário e aduaneiro favorável em sete lugares diferentes: Moscou, Novosibirsk, Nizhny Novgorod, Kaluga, Tumen, República do Tartaristão e São Petersburgo. Outro fator que estimula o crescimento do setor de TI na Rússia é a presença de empresas globais de tecnologia como Intel, Google, Motorola, Sun Microsystems, Boeing, Nortel, Hewlett-Packard, SAP AG, entre outras, que intensificaram suas atividades de desenvolvimento de software e abriram seus centros de P&D na Rússia.
De acordo com um decreto do governo assinado em junho de 2013, espera-se que um "mapa" especial facilite o acesso de fornecedores aos monopólios estatais de infra-estrutura, incluindo grandes como Gazprom, Rosneft, Russian Railways, Rosatom e Transneft. Espera-se que essas empresas aumentem a utilização de soluções tecnológicas domésticas em suas operações. O decreto coloca ênfase especial nas compras de produtos e tecnologias de inovação. De acordo com o novo decreto, até 2015, as empresas ligadas ao governo deveriam dobrar suas compras de soluções tecnológicas russas em relação ao nível de 2013 e quadruplicar até 2018.
A Rússia é um dos poucos países do mundo com um motor de busca na Internet que possui uma participação relevante no mercado, já que o Yandex é usado por 53,8% dos usuários de internet no país. Outras empresas de TI russas conhecidas são ABBYY, Kaspersky Lab e Mail.Ru.

#### Turismo
O turismo na Rússia tem assistido a um rápido crescimento desde o final do período soviético, tanto doméstico quanto internacional. Uma rica herança cultural e grande variedade natural colocam a Rússia entre os destinos turísticos mais populares do mundo. Em 2013, a Rússia foi visitada por 28,4 milhões de turistas, sendo o nono país mais visitado do mundo. Os destinos mais procurados são Moscou e São Petersburgo.
Em 2018, a Rússia foi o 16º país mais visitado do mundo, com 24,5 milhões de turistas internacionais. As receitas do turismo, neste ano, foram de US $11,8 bilhões.